# Nils Hjalmar Odhner
Nils Hjalmar Odhner est un malacologiste suédois, né en 1884 et mort en 1973.
Il est professeur de zoologie des invertébrés au Muséum suédois d'histoire naturelle de Stockholm.